# Pedro Vicente Maldonado
Pedro Vicente Maldonado Palomino y Flores, (Riobamba, Provincia de Quito, Imperio español, 24 de noviembre de 1704-Londres, Inglaterra, Reino de Gran Bretaña, 7 de noviembre de 1748) fue un científico nacido en el actual territorio de Ecuador, quien fue uno de los principales colaboradores en la Misión Geodésica Francesa. Además de político, físico y matemático, fue astrónomo, topógrafo, y geógrafo.
Realizó exploraciones geográficas, incluyendo una expedición a Canelos en la Amazonía. Como Gobernador de Esmeraldas, impulsó la construcción de un camino que una Quito con Esmeraldas para mejorar el comercio. Junto a La Condamine atravesó el Río Amazonas y viajó a Europa, donde fue reconocido como miembro de la Academia de Ciencias de París y "Gentilhombre" por el rey de España. Murió en Londres antes de unirse a la Royal Society, dejando un legado de importantes contribuciones científicas y de infraestructura en la Real Audiencia de Quito.

## Biografía

### Origen familiar y primeros años

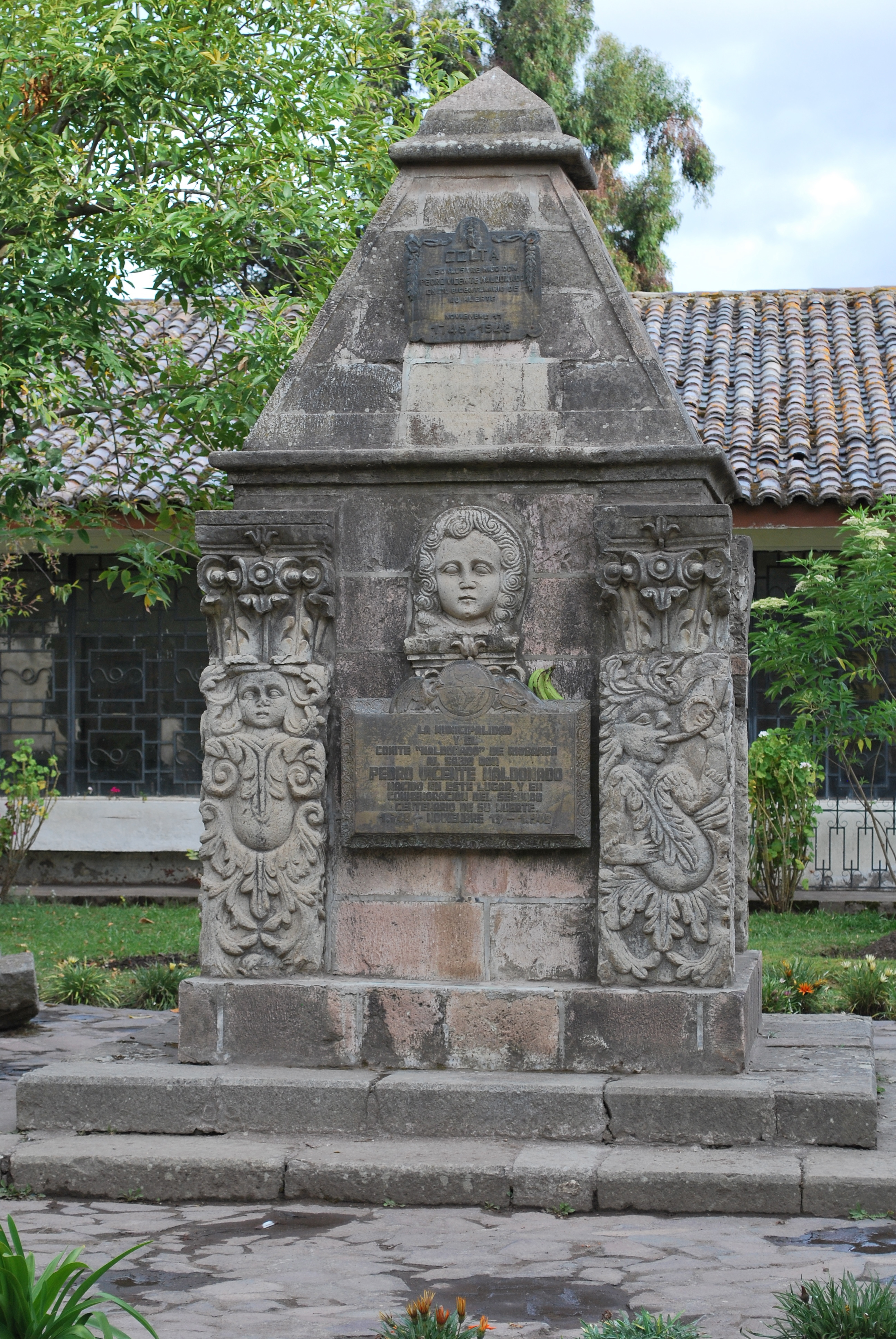
Su casa natal en Colta.

A finales del siglo XVII llegaría a la villa de Riobamba Pedro Atanasio Maldonado Sotomayor, padre ,,,,,
de Pedro Vicente. En 1701 había contraído matrimonio con su madre María Isidora Palomino Flores, quien había sido hija del general Antonio Palomino Flores, alcalde en varias ocasiones de la villa. En este hogar nació Pedro Vicente el 24 de noviembre de 1704, que fue confirmada con el hallazgo de su partida de bautismo recién en el siglo XX. El clan familiar al que pertenecía era dueño de grandes latifundios y obrajes en la sierra central ecuatoriana. Tuvo dos hermanos mayores que él y seis hermanas. Los hermanos fueron Joseph Antonio quien se hizo sacerdote y por sus grandes conocimientos fue Socio de la Real Academia de Ciencias de París, y Ramón Joaquín quien fue corregidor de Latacunga y después ostentó el título nobiliario de marqués de Lises. Sus hermanas en cambio Rosa Nicolasa quien se casó dos veces, Teresa Casilda quien se casó con Ambrosio de Velasco, hermano del padre Juan de Velasco, Elena Magdalena, Nicolasa Ambrosía, Isabel de San Luis quien fue novicia y después monja de las Carmelitas Descalzas, Clara Antonia de Jesús quien se hizo religiosa del Monasterio del Carmen en Quito. Otras personas destacadas de su familia fueron sus sobrinasː Magdalena Dávalos y Maldonado, quien fue la única mujer que perteneció a la Sociedad Patriótica de Amigos del País de Quito o Escuela de la Concordia, fundada en 1791 por Eugenio Espejo; y, sor María Estefanía Dávalos y Maldonado, quien fue una pintora importante que perteneció a la Escuela Quiteña. A su familia numerosa se sumaron sus propiedades que incluían la finca de Los Elenes, las haciendas de Igualata y Sabañag, los terrenos de Ulba, el obraje de Cuzúa, la hacienda de Juibe, tierras en Cotaló y Guambaló, y unas estancias, casas y molino cerca de Riobamba. La producción de estas propiedades incluía cabezas de ganado, telas y agricultura.

### Estudios y formación
Realizó sus primeros estudios en su ciudad natal Riobamba y en 1717 quedó huérfano de su madre (no mucho tiempo después también perdería a su padre). En 1718 viajó a Quito para continuar con sus estudios e ingresó en el Colegio San Luis, que era dirigido en ese tiempo por los padres jesuitas, y donde tendría la oportunidad de aprender aritmética, geometría, latín, astronomía y música. Se graduó dos años más tarde, en 1720 de Bachiller y el año siguiente, el 19 de mayo cuando tenía 17 años de Maestro en Artes, de acuerdo al sistema educativo de la Audiencia, de la Real y Pontificia Universidad de San Gregorio Magno de Quito. Sin embargo, esta educación aunque esmerada se encontraba atrasada con respecto a los avances científicos que se habían llevado a cabo. La formación que estaba más bien enfocada en la formación sacerdotal tenía falencias, como por ejemplo, el hecho de que la física se limitaba a las ideas aristotélicas y no se incorporaba los descubrimientos de Newton. De igual forma, los descubrimientos de Descartes eran recibidos con crítica. De especial mención resulta el hecho de que el geocentrismo, según el Almagesto de Ptolomeo (con algunas modificaciones) todavía era aceptado en esa época. Jesuitas como Sebastián Luis Abad de Cepeda y Francisco Xavier de Aguilar introdujeron cambios positivos: Abad, aunque se inclinó por el geocentrismo ptolemaico, buscó expandir el conocimiento escolástico de la Real Audiencia. Aguilar adoptó el sistema ticónico de Tycho Brahe, un modelo intermedio entre el geocentrismo y el heliocentrismo, intentando conciliar ciencia y religión. Juan Bautista Aguirre, incluso después de la Misión Geodésica defendió en su "Tratado de Física" (1756), el sistema ticónico, aunque incorporó temas como la teoría de la gravedad y reformó la comprensión de fenómenos naturales, desafiando las explicaciones aristotélicas. Finalmente, a mediados del siglo XVIII, la creciente evidencia llevó a Juan de Hospital a defender abiertamente el heliocentrismo copernicano en su obra "Coelorum Extasi" (1761), lo que muestra el nivel del sistema educativo al que Maldonado fue sujeto. Por esta razón tendría que desarrollar su educación como autodidacta: su gusto por los idiomas le impulsó a estudiar francés, lo que sería necesario para leer los libros de contrabando que conseguía, provenientes en su mayoría de dicho país y que fueron acumulándose en la extensa biblioteca familiar. Además, para el trato con los indígenas aprendió como era de costumbre el idioma quichua. Después de terminar con sus estudios en Quto, regresó a Riobamba para enseñar en el colegio de los jesuitas.
Cuando tuvo 20 años perdió a sus dos padres quedando huérfano, sin embargo la influencia de ambos sobre su vida continuaría en el recuerdo. Por ejemplo, su padre se dedicaba por temporadas a las faenas del campo, o del comercio con los pueblos de la costa. También se dedicaba a producir en sus haciendas, o vigilar sus telares y gracias a que había sido Gobernador de las minas de Guancavelica y antes de las de Potosí, entendía también como funcionaba la circulación de metales preciosos. Además, tanto su padre como su madre habían sido maestros de enseñanza primaria. A pesar de esto, la persona que influyó más en él fue su hermano Joseph Antonio Maldonado, con quien compartía el gusto por la astronomía y aprendían juntos como autodidactas de los libros provenientes de autores ilustrados. Se conoce que José Antonio también sabía francés y había traducido a Malebranche. Por otro lado, Ramón Joaquín Maldonado, su otro hermano que había destacado en la función pública había sido Capitán de Caballos de Riobamba, Teniente General y Justicia Mayor de Latacunga, después fue alcalde de Quito, y fue nombrado Marqués de Lises. Además de todo eso era famoso por su vehemencia y arrogancia.

### Alcaldía de Riobamba y las primeras investigaciones

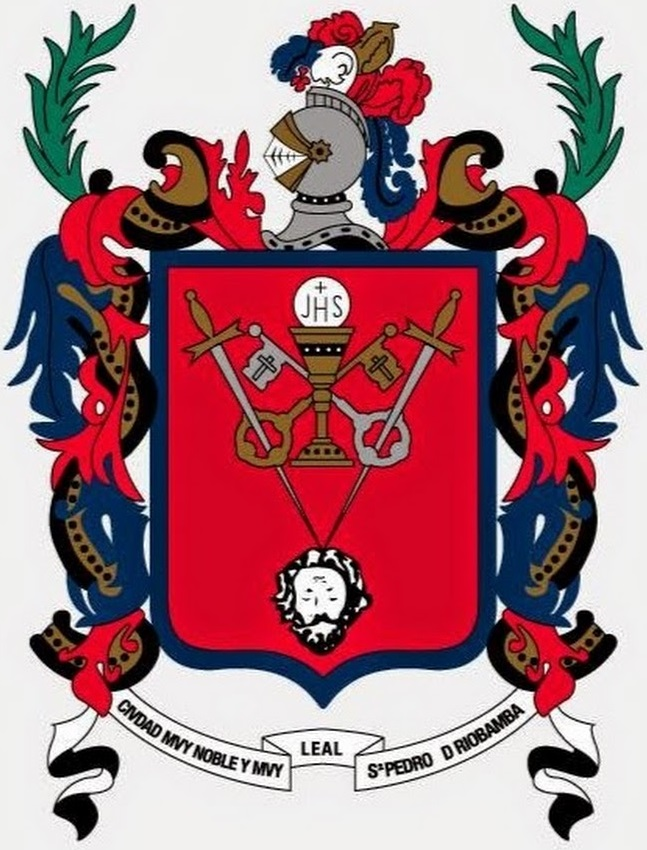
Escudo de Armas de Riobamba, villa de la que sería alcalde

Además le interesaba la naturaleza, y entre 1722 y 1724, realizó exploraciones en regiones desconocidas para estudiar en detalle su geografía. Continuó con sus estudios y elaboró su primer mapa en 1725. Regresó de nuevo a Riobamba para administrar sus propiedades, y permaneció ahí hasta 1730, cuando se estableció en Quito. El 5 de febrero de 1730 contrajo matrimonio con Josefa Pérez Guerrero y Ortañón la hija del gobernador de Popayán llamado Fernando Pérez Guerrero y Peñalosa y de doña Manuela de Ontañón y Lastra. De ese modo se ligó a un poderoso clan familiar. Tuvieron cuatro hijas pero tres de ellas murieron. Solo sobrevivió Juana Maldonado Pérez Guerrero.
Durante estos años, desde 1728 específicamente, había recibido de parte de la Real Audiencia de Quito, el arrendamiento, institución de esa época, que le permitía la recaudación de tributos atrasados de una encomienda. Esta estaba en manos de la Real Corona pero en el pasado había sido del conde de Aguilar. Los pueblos que incluía el arrendamiento de esta encomienda eran Licto, Chambo, Químiag entre otros que formaban parte de la jurisdicción de Riobamba. En este trabajo demostró su honradez y capacidad para el servicio público que sería clave dentro de su vida además de sus investigaciones científicas.
Regresó en 1734 a Riobamba y fue elegido Alcalde de primer voto del Cabildo, y más tarde fue nombrado Teniente de corregidor. Riobamba en esa época nombrada Villa, tenía tantos habitantes como Guayaquil y era famosa por su importancia económica en el siglo XVIII, comparable a muchas ciudades españolas. Varias familias oriundas de esta ciudad como los Vallejo, Peñafiel, Velasco y Maldonado amasaron grandes fortunas, viviendo en casas lujosamente amuebladas y adornadas con objetos de valor, incluso más ricas que algunas de Quito. Esta pujanza económica se evidencia en la famosa Custodia de la ciudad que se conservaría hasta el siglo XXI cuando sería hurtada. Riobamba era una villa tranquila, noble, rica y caballerosa que, en este siglo, vio surgir importantes figuras intelectuales como el historiador Juan de Velasco, el poeta José de Orozco y los filósofos escolásticos Leonardo Peñafiel y Alfonso de Peñafiel. En el siglo XVII había sido cuna además del importante historiador Pedro de Mercado. A esta lista de personas destacadas se incorporaría Maldonado, quien a pesar de que debía ocupar estos puestos administrativos, no descuidó sus observaciones científicas. Ese mismo año presentó un proyecto vial ante el Virrey del Perú, José de Armendáriz, para comunicar la Real Audiencia de Quito con Panamá. Ese fue el primero entre varios proyectos de rutas de comercio y transporte terrestres emprendidos por Maldonado.

### Expedición a Canelos

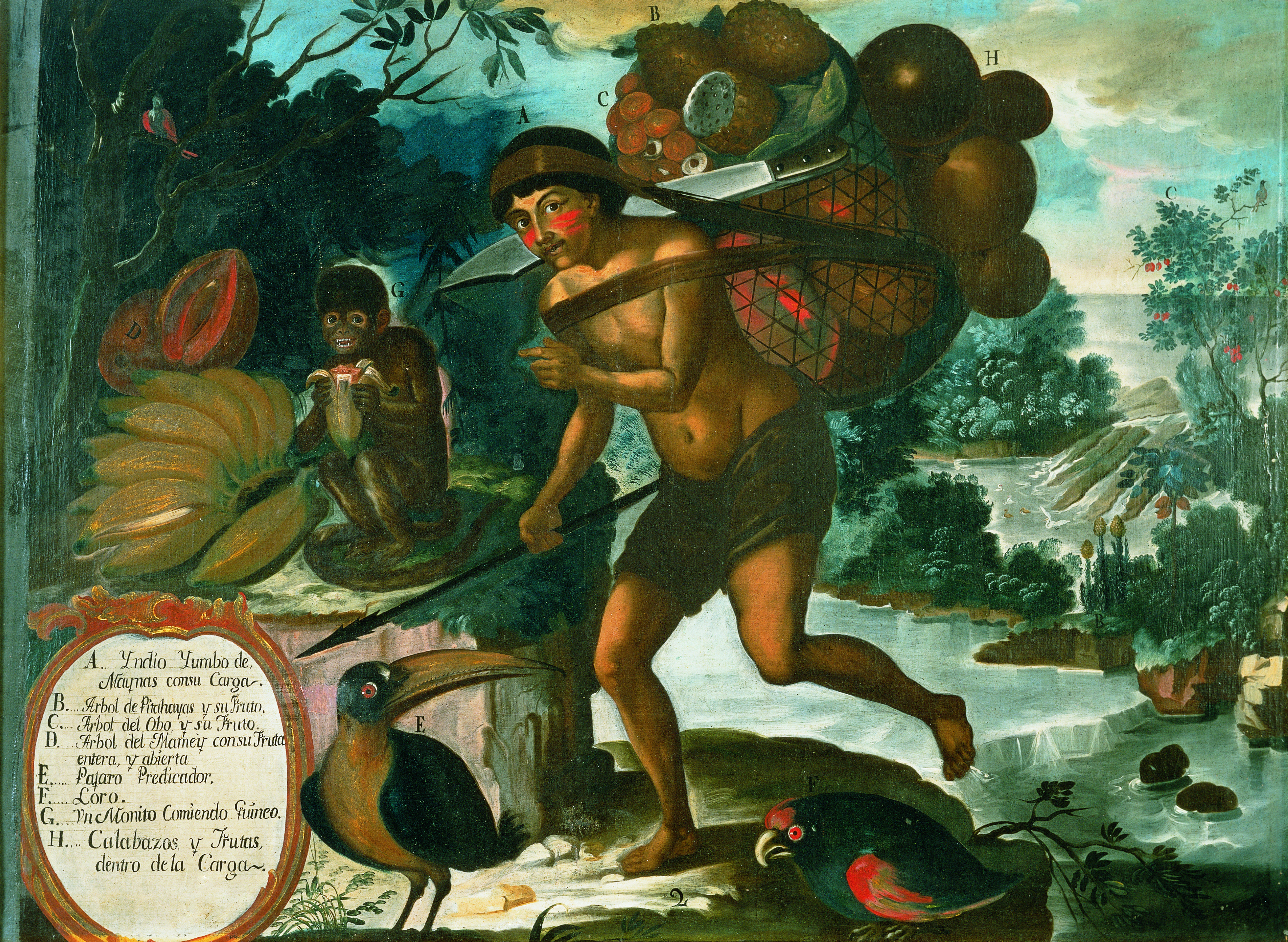
Yndio yumbo de Maynas con su carga con flora y frutos del país por Vicente Albán, siglo XVIII

Siguiendo los pasos de los misioneros jesuitas que se embarcaban especialmente hacia Maynas con el fin de crear reducciones, evangelizar y explorar la zona, Maldonado emprendió por su cuenta una expedición a Canelos, en la Amazonía. Lo hizo cuando tenía veinte años después de haber sido alcalde ordinario y teniente de corregidor de Riobamba. La región tomaba ese nombre por la cantidad de árboles de canela que ahí habían, siguiendo la antigua leyenda del "país de la canela". Aprovechando la energía de la juventud buscó conocer todo lo que ahí había, desde los pueblos indígenas, los lugares geográficos donde se pueda trazar un camino para las misiones del Marañón así como el estudio de la naturaleza. Los gastos de aquella empresa los incurriría el mismo e iría acompañado de varios indígenas de las haciendas que lo apoyaban abriendo las trochas y llevando un poco de carga. Siguiendo sus pasos, destacarán como exploradores Pedro Fernández de Zevallos en 1776 y Antonio Fernández Juárez en 1780.
Calculaba Maldonado que Canelos se encontraba cerca de 30 leguas de la ciudad de Baños, de donde partían las misiones que tomaban el río Pastaza y después desembocaban en el Marañón. Se puso en contacto con los padres dominicanos que administraban esa región. Le tomaba llegar allá cerca de un mes, después de salir de Baños. Posteriormente navegaba cerca de siete días por el río Bobonaza hasta llegar a Andoas. Dentro de lo que estudia se enfoca inicialmente en los cultivos de algodón, cacao, yuca, maíz, plátano que habían sido impulsados en las reducciones. A lo largo del Pastaza tomó notas y examinó las rocas. Desde este momento empieza a ver la necesidad de abrir caminos para comunicar a las distintas localidades, algo a lo que se dedicaría el resto de su vida hasta llevar a cabo la carta geográfica de todo el país. A través de esta expedición aprendería a vivir de manera frugal y con muchas necesidades. Tendría que enfrentar el clima, administrar a su equipo de indígenas, enfrentar a los otros nativos de la Amazonía. Las notas que toma servirían posteriormente para la incorporación al Mapa de la Provincia de Quito que al imprimirse se incluyó el detalle historiográfico que define la expedición de Maldonado en la región: "con la derrota de Quito al Marañón, por una senda de a pie de Baños a Canelos y el curso de los Ríos Bobonaza y Pastaza van delineados sobre las propias demarcaciones del difunto Autor".

### El camino a Esmeraldas

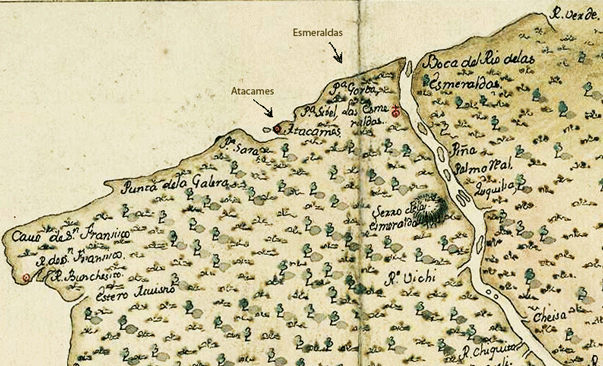
Fragmento del Mapa de las costas desde Cabo de San Lorenzo, hasta el Río de las Esmeraldas, en el Mar del Sur. Levantado por La Condamine, año 1736 y copiado del original por Antonio de Ulloa.

Después de su expedición a Canelos enfocaría sus esfuerzo hacia el desarrollo del litoral, donde su principal objetivo era el de crear un camino desde Quito hasta Esmeraldas, al norte de la Real Audiencia que sirva como alternativa al camino real desde Quito a Guayaquil. El proceso iniciaría en 1734 y tenía como objetivo poder disminuir la cantidad de días que tomaba el llevar los productos a la costa para su comercio. El objetivo intermedio era el istmo de Panamá, desde donde partían las mercancías hasta Europa. El territorio de Esmeraldas estaba habitado por aborígenes como los Colorados o los Capayas. También desde finales del siglo XVI habían llegado embarcaciones con cimarrones que encallaron en estas playas y terminaron asentándose ahí, y que el siglo XVII habían fundado el Reino Zambo de Esmeraldas. Era una zona rica en producción pero abandonada porque aún no se tenía control completo sobre el territorio. A inicios del siglo XVII había sido solicitada la creación de una cofradía al Rey a través de una pintura que pasó a la historia como uno de los ejemplos más importantes del manierismo de los inicios de la Escuela Quiteña por Andrés Sánchez Gallque titulado Los mulatos de Esmeraldas. 
Pedro Vicente Maldonado buscó la colaboración de los mulatos de Esmeraldas para la realización del camino entre el puerto de Santiago y Quito, ofreciendo a cambio el título de gobernador y teniente de capitán general de la provincia para dos vidas, además de solicitar mano de obra indígena con una remuneración. Según sus informes, la provincia contaba con pocos habitantes: los cayapas, los mulatos de San Mateo y algunas doctrinas con un número reducido de indígenas, a quienes solicitó contingentes específicos para trabajar en la obra, comprometiéndose a pagar el sínodo de los curas doctrineros. Para Pedro Vicente representaba una oportunidad de dinamizar la producción y aumentar la riqueza de la parte del norte de la Real Audiencia. Para ello diseño un camino que iba desde Quito, partiendo en Nono hasta llegar a la confluencia del río Caoné y el río Blanco. Desde ahí se seguiría en canoa hasta Esmeraldas. El camino en total comprendía 260 kilómetros y la mitad de él sería de herradura. Se lanzó a la construcción del camino desde 1734 cuando solicitó la aprobación del proyecto a Lima, hasta 1743 cuando viajó a España. Por seis años de trabajo, inversión de su fortuna y lucha contra la naturaleza, construyó Pedro Vicente el camino diseñado. La exploración inicial duró un año, después de lo cual empezó a buscar mano de obra que lo ayudara. Coordinó la comida, recursos y personas que venían algunos de su hacienda y otros de Quito.
El proyecto demandó hasta 160 trabajadores y llegó a gastar hasta setenta pesos diarios en las partes más difíciles. Destacó por su trato cordial y el pago de salarios justos a los trabajadores.  Para hacer más difícil la situación, durante esos años España e Inglaterra estaban en guerra por lo que los mares y puertos se veían más amenazados de lo normal. El camino ayudó en la guerra puesto que conectó a Quito con Panamá. Existen cartas de agradecimiento por parte del Presidente de la Real Audiencia de Panamá por el trabajo de Pedro Vicente. Durante este proyecto, llevó un "Memorial Impreso" que está dividido en ocho partes. Dos de ellas concentra observaciones científicas puesto que no había abandonado sus intereses por la naturaleza. No contento con los grandes avances obtenidos, emprendió el proyecto de realizar otro camino en Malbucho, que conectaría a San Miguel de Ibarra con La Tola, en el norte de la Real Audiencia. Sin embargo esto no pudo concretarse ya que había invertido la mayoría de sus recursos en Esmeraldas y pronto viajaría a Europa.

### Colaboración con la Misión Geodésica Francesa

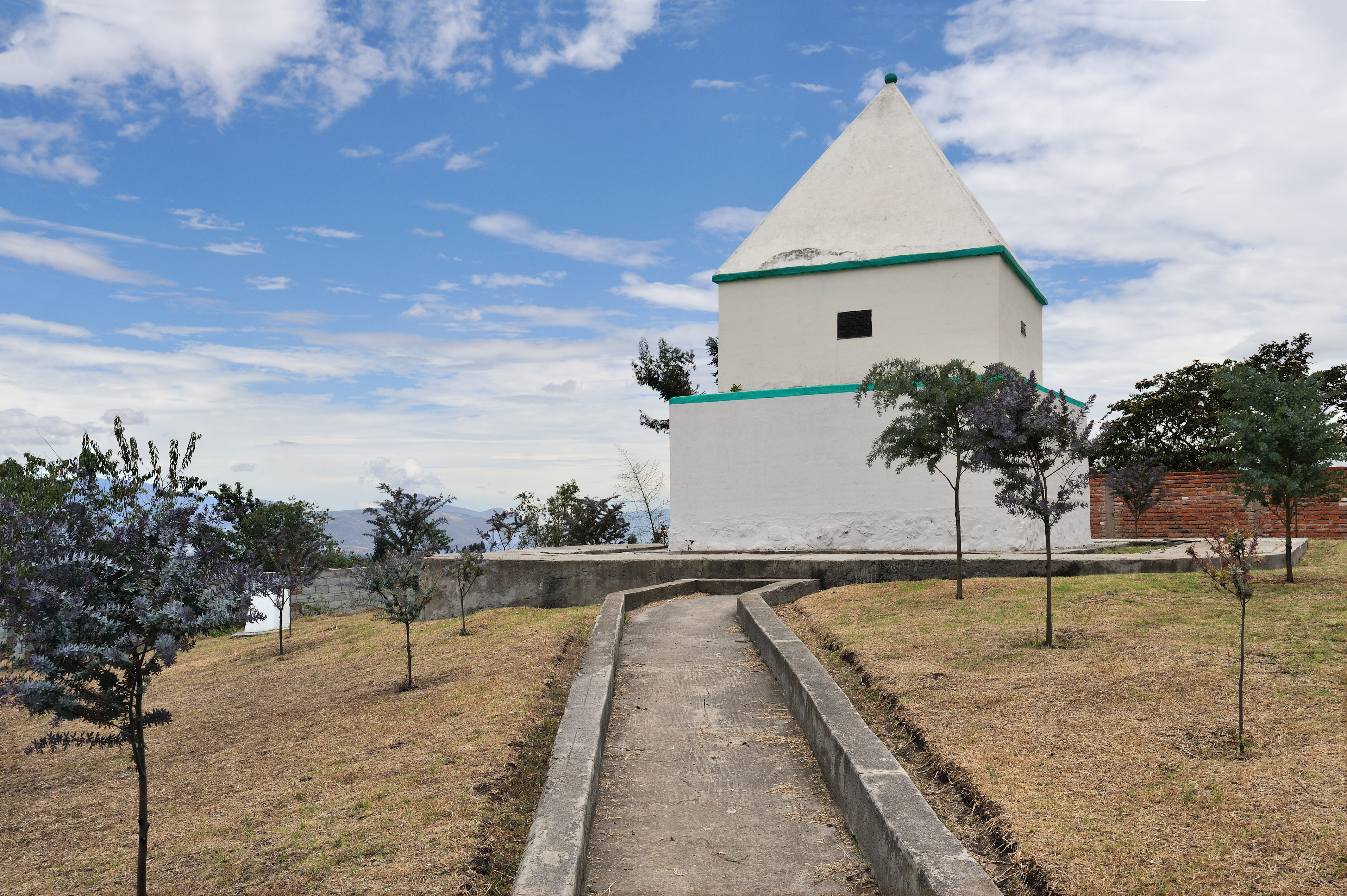
Pirámide de Oyambaro, utilizada para la medición de la superficie terrestre reconstruida por Rocafuerte por el aniversario.

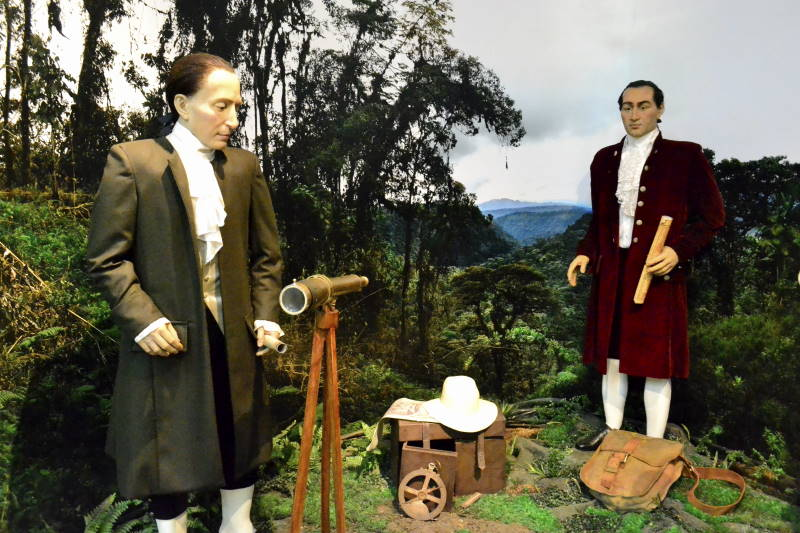
Representación de Maldonado y La Condamine el Museo de Cera

La educación de Maldonado superó la ofrecida por las universidades virreinales y lo desarrolló de manera autodidacta con libros y amistades. Esto fue resaltado por González Suárez quien sería un confeso admirador de Maldonado y se preguntaría, a manera de énfasis: “¿Dónde pudo haber adquirido Maldonado tantos conocimientos? ¿Dónde aprendió este criollo las Matemáticas? ¿Dónde estudió la Geografía? ¿Quién le inició en la Astronomía? ¿Cómo supo manejar instrumentos de Ciencias, que eran desconocidos en la oscura Colonia de Quito?” Las personas que más influyeron en su educación, además de su hermano José Antonio fueron sus cuñados Velasco, José Dávalos, Nájera y Villavicencio. De todos ellos, José Dávalos era conocido como el "filósofo de la soledad" y poseía una amplia biblioteca con varios mapas que le interesaban a Pedro Vicente. También su otro hermano Ramón Joaquín con quien compartía la curiosidad científica.
Cuando tenía 32 años, en 1736, empieza su colaboración con la Misión geodésica francesa, cuyo objetivo prioritario, hasta 1743, fue la determinación del valor de un grado de meridiano terrestre en las proximidades de la línea equinoccial. Maldonado trabó amistad con muchos de ellos, en especial con La Condamine. A esta misión también se integraron los científicos franceses Luis Godin, Joseph de Jussieu y Pierre Bouguer; mientras que por el lado de España estarían Jorge Juan y Antonio de Ulloa. La misión que duró cerca de 9 años fue un tiempo en el que Maldonado aprovechó para ayudarlos. Visitaron varias veces Riobamba donde fueron recibidos por los tres hermanos Maldonado quienes ofrecieron un lugar donde quedarse y cuando pasaron dificultades económicas porque el dinero de Europa no llegaba a tiempo a América, acudieron a su ayuda con lo que faltaba. Antes de la visita Pedro Vicente ya había realizado varios mapas sobre el territorio y estos sirvieron para la misión. De igual forma los conocimientos que traían de Europa servían mucho para enriquecer las investigaciones del riobambeño.
También fue muy grata la impresión que dejó Pedro Vicente en los españoles Jorge Juan y Antonio de Ulloa, de quien se conoce la cita:

“...uno de los sujetos más capaces y especulativos que la provincia de Quito ha dado a la república de las letras..., cuyo ingenio se ha hecho conocer bastantemente entre los profesadores de las Ciencias...”
Jorge Juan y Antonio de Ulloa

### Gobernador de Esmeraldas

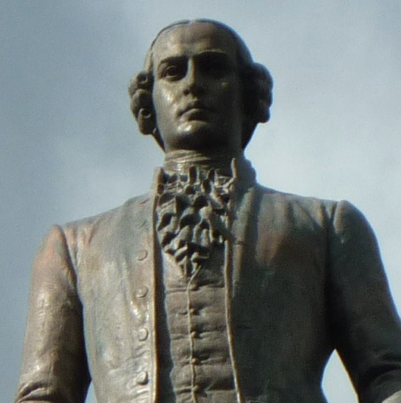
Detalle del monumento a Maldonado en Riobamba

Durante la visita de los geodésicos, en 1738, asumiría el cargo de gobernador de Esmeraldas. Cuenta Pedro Fermín Cevallos en su historia que Pedro Vicente fue a la vez ingeniero director, trabajador, empuñaba el machete para abrir los caminos, y luchó junto a los peones contra la inclemencia de la naturaleza. Después de seis años cuando terminó el camino fue finalmente Gobernador de Esmeraldas. Fundó varios pueblos como El Embarcadero, Limones y la Tola. Según cuenta González Suárez trabajó mucho por la comunidad, casi como las misiones jesuíticas de maynas. Fabricó botes, congregó a los habitantes en territorios reducidos, y enseñaba a los indígenas y negros a usar armas de fuego para defenderse de las invasiones piratas. Su vida allá fue de muchas dificultades. Tanto que el Obispo de Quito Andrés Paredes de Armendáriz decidió enviar como visitador eclesiástico a Joseph Antonio, su hermano para que lo ayudara con la evangelización de los indígenas y negros. La influencia de Maldonado sobre estos habitantes se puede evidenciar en testimonios posteriores, como el de don Pedro Laso en 1759, que ofrecen una perspectiva sobre los mulatos de Esmeraldas, describiéndolos inicialmente de manera negativa pero rescatando que su conocimiento del castellano se debía a los esfuerzos de Maldonado y sus allegados. Se destaca la labor del gobernador en procurarles curas doctrineros y la visita de su hermano, quien misionó e instruyó a los zambos en la doctrina cristiana, generando en ellos respeto y afecto hacia Maldonado. Otros testimonios confirman la participación activa de los zambos en la apertura del camino, liderados por figuras como Francisco Rosero, a quien Maldonado proporcionó recursos para iniciar la obra. La Real Audiencia reconoció la habilidad única de los zambos de Esmeraldas para navegar embarcaciones mayores en los peligrosos ríos de la región. Maldonado también los involucró en la defensa del puerto de Atacames, donde se había detectado la presencia de piratas, capacitándolos en el manejo de armas y organizando compañías militares conformadas por ellos. Sin embargo, esta relación no estuvo exenta de conflictos, especialmente con los doctrineros mercedarios que se oponían a la autoridad de Maldonado sobre los indígenas y zambos, llegando incluso a excomulgar a sus oficiales.

### Viaje por el Río Amazonas

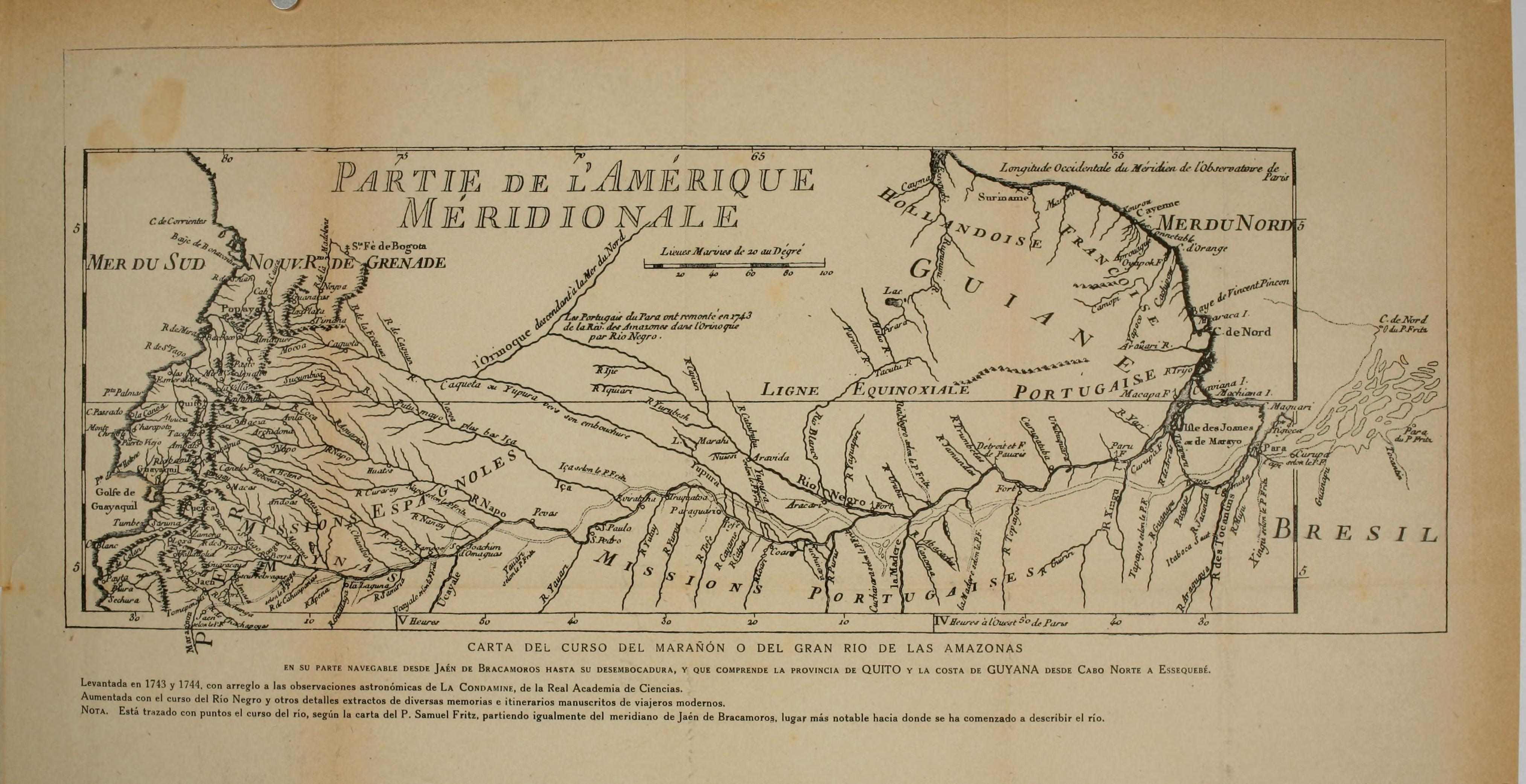
Mapa parcial de la América Meridional por La Condamine, donde se observa el Río Amazonas

Fue gobernador de Esmeraldas hasta el 20 de enero de 1742 que entregaría un poder generalísimo a sus hermanos para que ejercieran el gobierno en su ausencia, y se radicó nuevamente en Quito, donde contrajo segundas nupcias tras enviudar, ya que Josefa Pérez Guerrero fallecería. Se casó en 1743 con doña María Ventura Martínez de Arredondo.  Ese mismo año terminaría la misión geodésica y los científicos emprenderían viaje de regreso a lo cual Maldonado se uniría. Durante la misión fue tiempo suficiente para que Maldonado construya una relación con los científicos: vivieron investigaciones, fiestas, reuniones culturales y la familia Maldonado les ayudarían con hospedaje y dinero. Además de la geodesia, La Condamine estaba interesado en la exploración científica de la Amazonía, algo que se había hecho en la Real Audiencia a partir de las misiones de Mainas, las observaciones de Pedro de Mercado y el mapa de Samuel Fritz. Para ello también había entrado en contacto La Condamine con el padre Juan Magnin quien fue un misionero suizo que estaba interesado en los avances científicos y el racionalismo cartesiano. Con Pedro Vicente y Magnin mantendría el contacto a su regreso para continuar con sus proyectos científicos. Cuando La Condamine subió por el río Esmeraldas y cruzó las selvas occidentales hasta llegar a Quito, Maldonado se mantuvo como un colaborador y amigo leal desde el primer contacto hasta después de que ambos navegaron por el Amazonas. Su amistad se basó en la ayuda mutua y curiosidad científica. La Condamine tuvo fuertes discusiones con otros miembros de su propia misión francesa, pero conmigo nunca hubo peleas, ni competencia, con Maldonado quien por su parte buscó aprovechar la información y las enseñanzas de los europeos. El regresó se llevaría a cabo el año de 1743 cuando Maldonado decide acompañar a La Condamine y le sería de guía por su conocimiento adquirido durante sus exploraciones realizadas en el pasado. Los dos prosiguen por el Amazonas hasta llegar al Pará en Septiembre del mismo año.

### Nombramiento como Gentilhombre en España

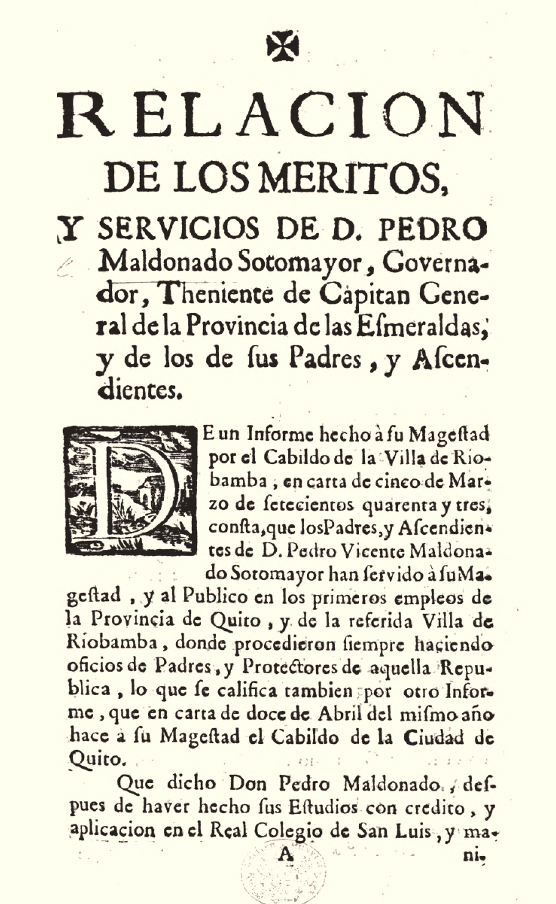
Relación donde se reconocen los méritos de Maldonado

Ese año además, Pedro Vicente Maldonado visitó Europa con el fin de presentar su "Memorial impreso". Tuvo el éxito que esperaba y el informe del Consejo de Indias fue favorable. El 23 de octubre de 1747 se determinaron 15 cédulas reales que permitían a Pedro Vicente Maldonado los títulos, jurisdicción, sueldo, y demás instituciones para la administración política de Esmeraldas. El sueldo de 4600 pesos anuales era una recompensa de las inversiones personales que había hecho y también garantizaban el mantenimiento de su obra. Fue recibido por Felipe V de España, quien lo condecoró con el título de "Gentilhombre" de la Real Cámara, una sección dentro del Consejo de Castilla.
Este título honorífico,  era algo normal en su familia si recordamos que desde su genealogía, los Maldonado, Sotomayor y Angulo, eran todas familias destacadas y poseían cargos relevantes como alcaldías y regimientos, además de su vinculación con prestigiosas órdenes militares de Alcántara y de Santiago, y parentescos con títulos nobiliarios importantes como el Duque de Peñaranda y el marqués de Malagón. Estas familias, incluyendo los Palomino y Valdés con ascendencia en los infanzones de Baeza, y los Villavicencio y Petroce provenientes de linajes andaluces e hidalgos navarros, se distinguían por su "hidalguía de sangre conocida", exención de impuestos y pureza de ascendencia cristiana. Por esta razón, los Maldonado, originarios de Salamanca y emparentados con los Aramburu, forman parte central de la historia de la nobleza de Ecuador, con conexiones a linajes de mayor rango. En su generación esto continuaría, además de su título de gentilhombre, su hermano, Ramón Joaquín sería el Marqués de Lises y un sobrino, José Anselmo, hijo de su hermana Rosa Nicolasa de Villavicencio, obtendrá más tarde el título de Conde del Real Agrado.

### Ingreso a la Academia de Ciencias de Francia

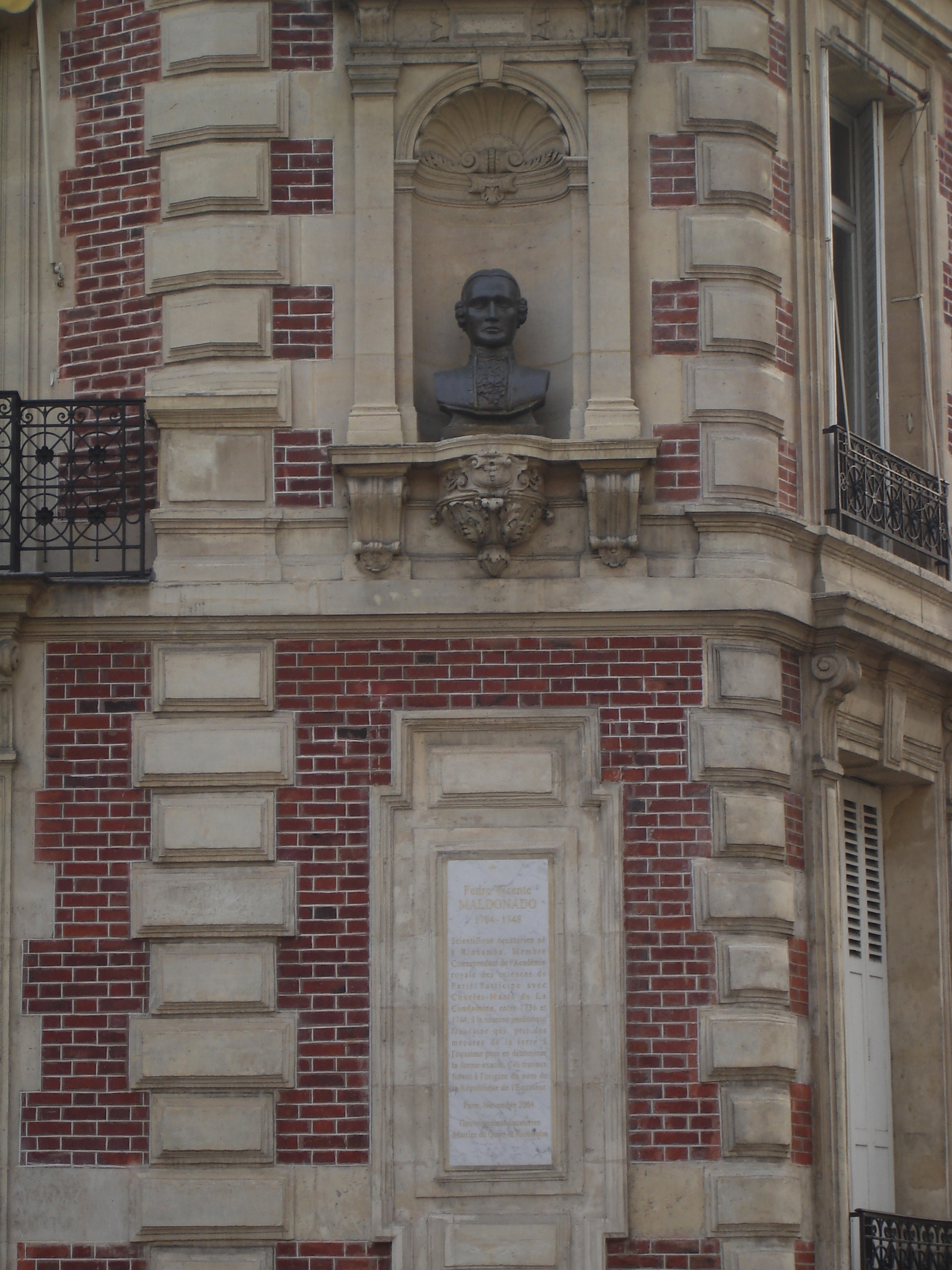
Busto y placa de Maldonado en París

La Academia de Ciencias de Francia, institución que había designado a los científicos a la misión, estaba al tanto de la colaboración de Maldonado en tal proyecto y por la amistad que cultivó con La Condamine vería las puertas abiertas en la Academia. Existen además escritos de la Condamine donde testifica la labor de Maldonado y como trabajaron juntos:

Yo trabajaba al mismo tiempo con don Pedro Vicente Maldonado en la Carta de la parte septentrional de las costas de la provincia de Quito que él acababa de recorrer; él me comunicó sus rutas, sus distancias calculadas y las corrientes de los vientos que él había observado con una brújula fabricada expresamente para ello, que yo le había enseñado a manejar. Sobre estas indicaciones y sobre las memorias que él había recogido en el sitio, tuvimos información suficiente para trazar la costa desde el río Verde hasta las desembocaduras del río Mira, y los cursos del río Santiago que don Pedro había remontado: todo esto añadía un nuevo fragmento a la Carta que yo había enviado a la Academia en 1736.
La Condamine sobre Maldonado

De su estancia en Madrid Maldonado partiría para París, donde fue presentado por La Condamine a la Academia de Ciencias de París donde, además existen registros de que asistió a menudo a las reuniones de dicha institución, para luego ser concedido el nombramiento como Miembro de la Academia. Luego, visitó Holanda por un periodo de tiempo breve y regresó a París para adquirir instrumentos, modelos de maquinaria, libros y catálogos. Encargó a La Condamine la impresión de su "Carta de la Provincia de Quito-Ecuador" ya que lo había intentado hacer en España pero no había recibido ayuda. Por otro lado, en Francia por recomendación de La Condamine, depositó los materiales en manos del Juan Bautista d'Anville, qien fuera en ese momento el geógrafo del Rey y miembro de la Academia Imperial de Petersburgo, para que comenzara la grabación, la que corrió a cargo de Guillermo Delahaye. Maldonado supervisó personalmente la grabación y dio indicaciones para la precisa ubicación de ríos y poblados, lo que diría inicio a la impresión. Después de esto fue recibido por la Academia de Ciencias como miembro, tras los informes que sobre sus méritos entregaron los geodésicos que lo conocieron en Quito, el 24 de marzo de 1747.

### Fallecimiento

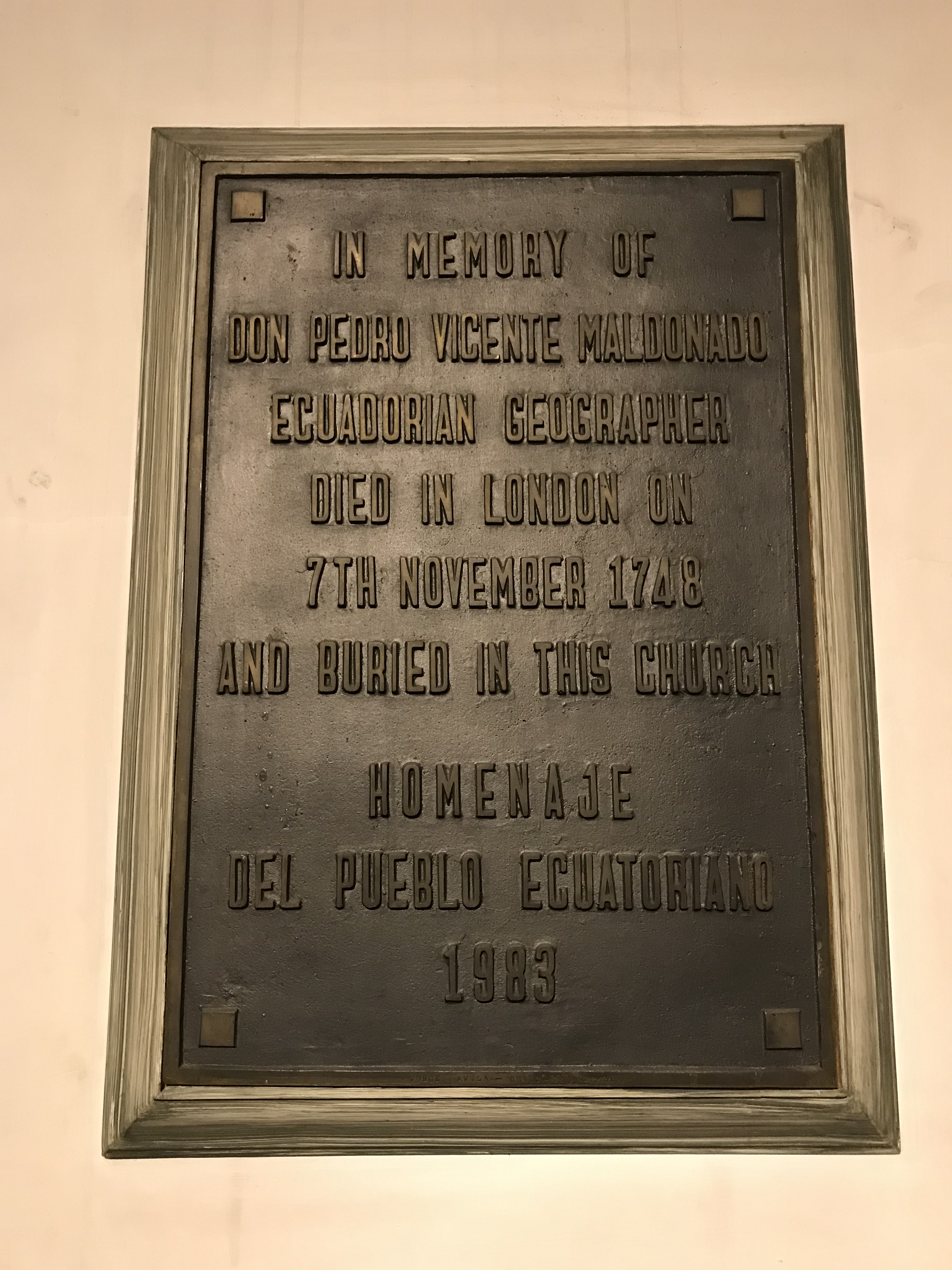
Memorial a Maldonado en la iglesia St James's de Picadilly, en la que reposan sus restos

El mismo año recorrió los Países Bajos, y en agosto de 1748 se trasladó a Londres, donde fue invitado a participar en reuniones de la Real Sociedad Científica como uno de sus miembros, pero falleció antes de incorporarse. Sus restos fueron enterrados en el templo de St. James, en Piccadilly, dejando un vacío grande en todos los medios científicos.

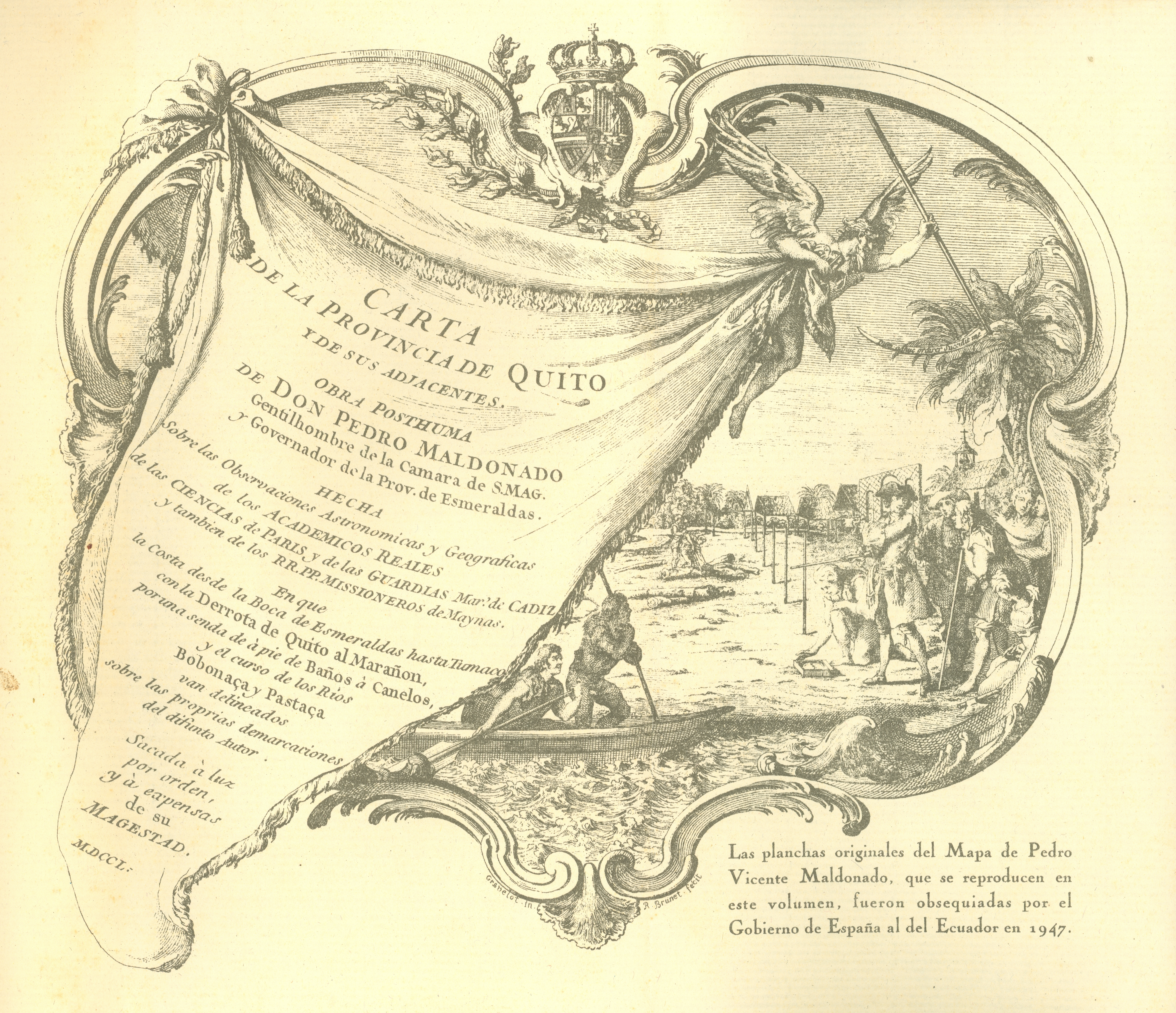
Grabado de la Carta de la Provincia de Quito publicado de manera póstuma, con la representación del Ángel de la Muerte

Su muerte a los 43 años dejó en un vacío a su proyecto. Cuando su hija intentó hacerse cargo, haciendo uso de su heredad, fue negada, al igual que su nieto quien había propuesto la Gobernación por la mitad de salario que había sido prometido a Pedro Vicente. Todo esto bajo el argumento de que si bien el camino conectaba al norte de la Real Audiencia, también era una oportunidad para el contrabando. Consecuencia de esto, la colonización definitiva de Esmeraldas debería esperar muchos años más, hasta el inicio de la república de Ecuador cuando se realizaron los caminos y fundaron los pueblos.
Su mapa fue publicado de manera póstuma por La Condamine, quien tuvo que hacerse cargo personalmente del proyecto, y en el grabado se incluiría el Ángel de la Muerte donde en la guadaña se puede leer una inscripción de Isaías:

"Dum adhuc ordirer succidit me" 
 "Mi vida ha sido cortada como por tejedor, mientras la estaba aún urdiendo me cortó" (traducción del latín)
Inscripción en su mapa como referencia a su muerte

Gracias a una investigación del periodista Julio Paredes Pazmiño se determinó con exactitud la fecha de fallecimiento de Pedro Vicente Maldonado el 7 de noviembre de 1748. Paredes encontró este dato en el registro de nacimientos, matrimonios y muertes de Westminster, Condado de Middlesex en Londres. Claramente se observa como la fecha de muerte y posible entierro de Maldonado el 7 de noviembre de 1748, diez días antes de lo que históricamente se había establecido por varios autores. Uno de los proyectos de Vicente Rocafuerte, quien fuera presidente cien años más tarde comprendía la colonización de Esmeraldas con la ayuda de la migración de ingleses. Sin embargo esto no logró implementarse. Cabe recalcar que Rocafuerte también rescató las pirámides construidas en las montañas que se habían usado para la medición de la tierra durante la misión geodésica. El impacto de esta época un siglo después fue importante por lo que en ese país se decidió optar por el nombre Ecuador bajo la presidencia del militar Juan José Flores, en lugar de Quito el que se usaba en la Real Audiencia.

## Obras

### Carta de la Provincia de Quito y sus adyacentes

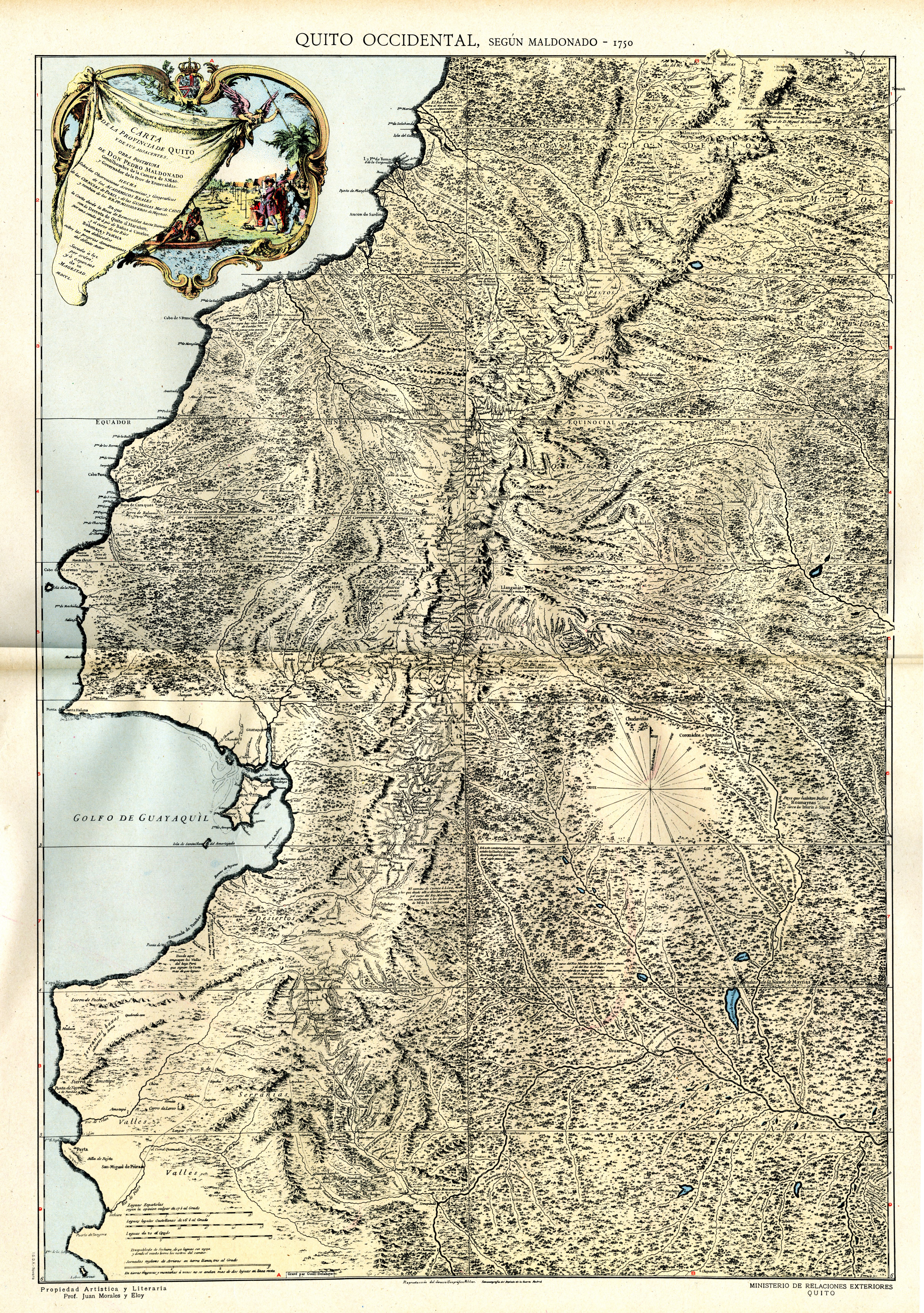
Mapa de Pedro Vicente Maldonado

El mapa de la Provincia de Quito trazado por Pedro Vicente Maldonado en la primera mitad del siglo XVIII destaca por ser obra de un americano en una época de escaso desarrollo cartográfico en la región. Su calidad científica se equipara al trabajo de contemporáneos europeos como La Condamine y Bouger, quienes incluso se basaron en sus datos y reconocieron su valía. Testimonios de geodésicos franceses y españoles resaltan la capacidad del sabio americano en esta obra. La Condamine en su diario detalla cómo colaboró con Maldonado, utilizando sus rutas, cálculos de distancias y observaciones de vientos para trazar la costa norte de Quito y el curso del río Santiago. Además, el científico francés incorporó datos de Maldonado sobre la región oriental en sus propios mapas. Este trabajo conjunto fue fundamental para la delineación precisa de sus respectivos mapas en París. El mapa de Maldonado es reconocido como uno de los primeros en plasmar la configuración de unidad nacional de la región y fue ampliamente consultado durante los siglos XVIII y XIX.
Figuras como Juan Romualdo Navarro, el Padre Juan de Velasco, Francisco José de Caldas, Alejandro de Humboldt, Teodoro Wolf y González Suárez elogiaron su exactitud, exhaustividad y valor, considerándolo un monumento a la ilustración y patriotismo de Maldonado, e incluso una de las mejores cartas geográficas de las posesiones ultramarinas europeas de la época. Una copia de este valioso mapa se conserva en la Biblioteca del Colegio Maldonado de Riobamba. Tras pasar por diversas manos y ediciones, las planchas originales fueron devueltas a Ecuador en 1947. En 2018, la Presidencia de la República exhibió el mapa y sus planchas, decidiendo realizar una tirada limitada y numerada utilizando las planchas originales, reconociendo así la importancia histórica y científica de la obra de Maldonado.

### Memorial impreso

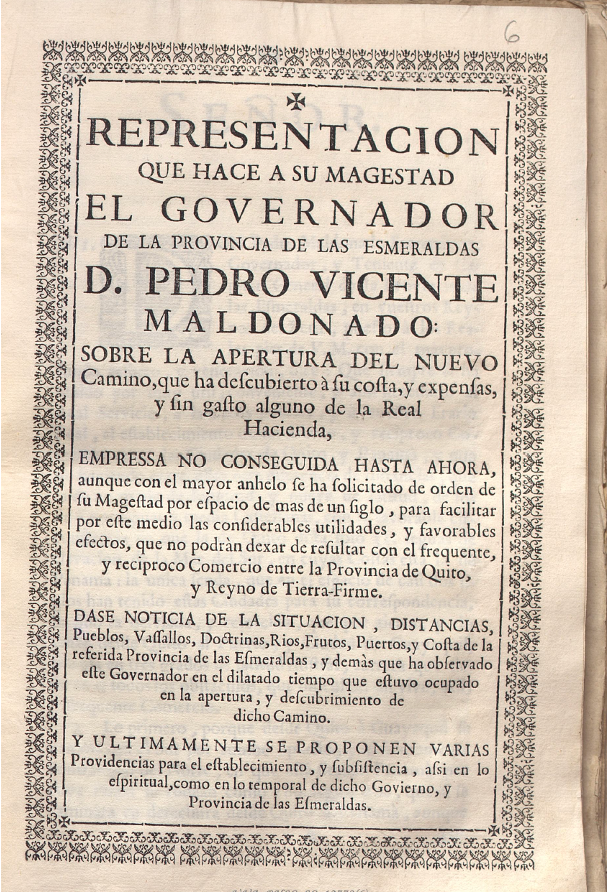
Representación como Gobernador de la provincia de Esmeraldas

Bajo el nombre completo de "Representación que hace a su Majestad el gobernador de la Provincia de las Esmeraldas D. Pedro Vicente Maldonado: sobre la apertura del nuevo Camino" es un escrito de Maldonado que presentó en España como muestra de los méritos y que tendría respuesta favorable por lo que se le concedería el título de gentilhombre, así como la gobernación de Esmeraldas a él y a las dos generaciones siguientes. Este documento detalla el camino a Esmeraldas, dedica dos de sus ocho partes a describir científicamente esta provincia. Se constituye como la primera descripción exhaustiva de Esmeraldas, abarcando su geografía, incluyendo posiciones, distancias, ubicación de pueblos, número de habitantes, así como sus costumbres y tradiciones. Este documento resulta de gran valor histórico y geográfico, evidenciando la meticulosidad con la que Maldonado consignó información sobre esta importante región del país en su mapa. Maldonado dirige una representación al Rey sobre la apertura del nuevo camino a Esmeraldas, una empresa que él mismo financió y logró tras más de un siglo de intentos fallidos. Argumenta la utilidad de este camino para facilitar el comercio entre Quito y Tierra Firme, señalando las dificultades y costos de la ruta existente por Guayaquil. Describe la situación, distancias, pueblos, recursos naturales, puertos y la costa de Esmeraldas, ofreciendo noticias detalladas recopiladas durante la exploración y apertura del camino. Finalmente, propone medidas para el establecimiento y sustento espiritual y temporal del gobierno y la provincia de Esmeraldas. Incluye observaciones puntuales sobre la geografía de Esmeraldas, contrastando el escaso conocimiento previo registrado en derroteros de pilotos y relatos de piratas con la información detallada que él presenta. Describe la ubicación y condiciones de veinte pueblos dentro de la gobernación, tanto costeros como interiores, detallando su estado, número de habitantes y la labor de los once doctrineros encargados de su cuidado espiritual. Esta sección ofrece una valiosa perspectiva sobre la realidad social y religiosa de la provincia en el siglo XVIII, resaltando la pobreza y las dificultades de comunicación entre los asentamientos.

### Camino de Esmeraldas

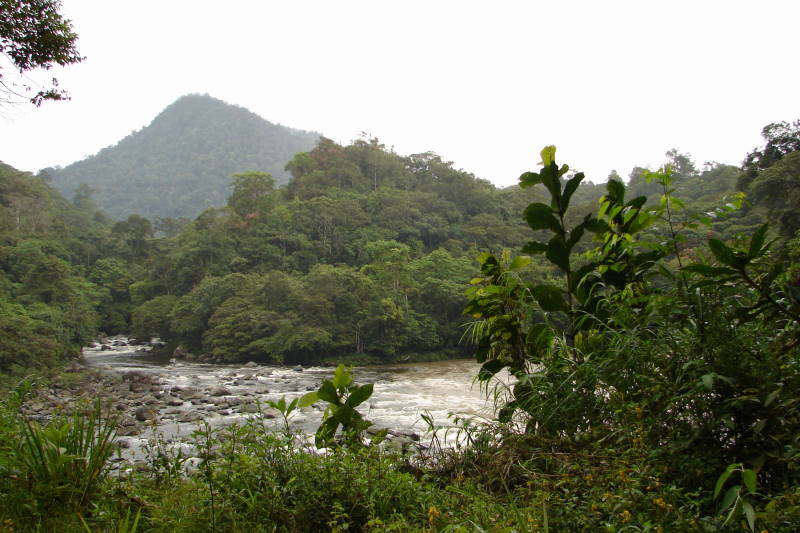
Cerros y túneles de Lita, provincia de Esmeraldas

El río esmeraldas nace en la hoya del río Guayllabamba donde está emplazada la ciudad de Quito, por lo que el camino de Esmeraldas a Quito era un proyecto que se había intentado realizar desde los inicios de la Real Audiencia en el siglo XVI. A principios del siglo XVII, el presidente de la Audiencia de Quito, Antonio de Morga Sánchez Garay,  se interesó en la construcción de caminos y la habilitación de puertos, incluyendo la unión de Ibarra y San Mateo, y Quito con Bahía de Caráquez (ciudad que él mismo fundaría). Sin embargo este proyecto no se lograría llevar a cabo. Tras su muerte en 1636, se inició una colaboración con el Reino Zambo de Esmeraldas, con el fin de proyectar un camino hacia Quito o Ibarra. En 1657, Juan Vicencio Justiniani comenzó la construcción de un camino desde Ibarra hasta el río Mira, con la participación de trabajadores de Esmeraldas bajo el gobernador negro Gaspar Méndez, aunque las malas condiciones laborales generaron conflictos internos y una migración hacia el norte, llevando al nombramiento de un gobernador indígena, Antonio Pata, y marcando el fin del liderazgo negro en Esmeraldas.
A pesar de estos intentos, el control y la comunicación con Esmeraldas siguieron siendo un desafío para las autoridades de Quito durante la colonia. En el siglo XVIII, sería justamente Pedro Vicente Maldonado quien finalmente lograría construir un camino a Esmeraldas, he ahí la tragedia de su muerte que impediría el mantenimiento de este camino a futuro, que sería tragado por la maleza. Los esfuerzos posteriores del Barón de Carondelet también se vieron interrumpidos por las guerras de independencia, dejando esta labor pendiente para que se realizara finalmente durante la etapa republicana.

## Publicaciones
- Carta de la Provincia de Quito-Ecuador y sus adyacentes. Paris, 1750. (póstumo)
- Representación que hace a su Majestad el gobernador de la Provincia de las Esmeraldas D. Pedro Vicente Maldonado: sobre la apertura del nuevo Camino. Conocido como "Memorial impreso" Madrid 1742.
- Relación de los méritos y servicios de D. P. Maldonado Sotomayor, Gobernador de la Provincia de las Esmeraldas y de los de sus padres y ascendientes. Madrid 1744.
- Manuscritos (que incluyen apuntes, memorias y estudios). (Perdidos en Paris).

## Legado

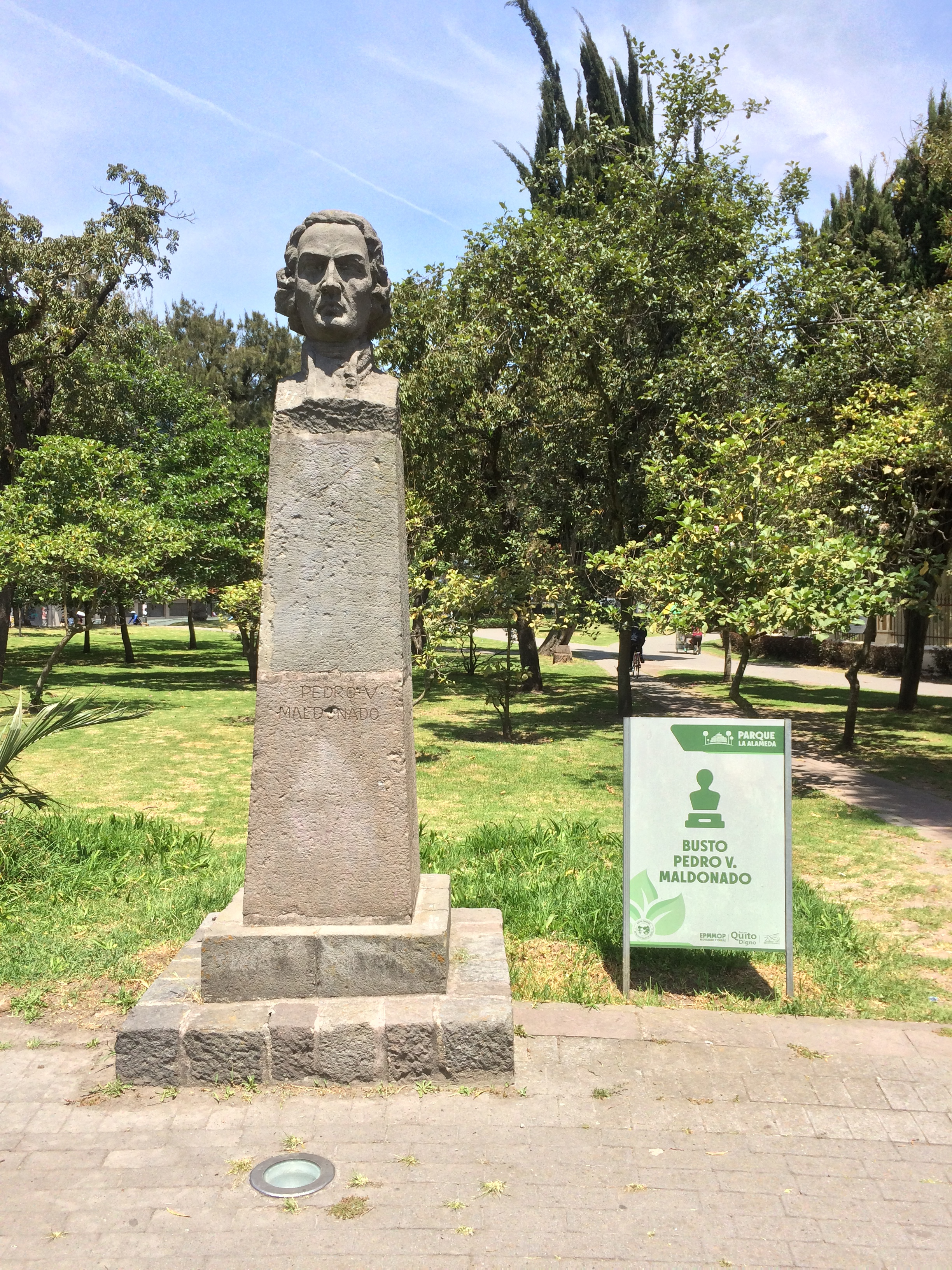
Busto en el parque La Alameda (Quito).

El historiador González Suárez afirmó famosamente que "ni antes, en la época de la Colonia, ni después, en tiempo de la República, ha habido un ecuatoriano tan ilustre como Maldonado". Posteriormente en el estudio de su vida el poeta e historiador José Rumazo lo describió como una persona que a pesar de su corta vida estudió sin cesar, viajó continuamente por distintos continentes, cruzó los páramos y selvas corriendo muchos riesgos. Tenía un entendimiento perspicaz y una fuerza de voluntad para llevar a cabo proyectos importantes y necesarios para el desarrollo de la Audiencia. Lo resume finalmente en tres realizaciones: un camino, una carta geográfica y unas memorias con observaciones, es decir:

Un ejemplo de como se transforma la nobleza criolla en América: en el se dan juntas las virtudes del señorío, las dotes de gobierno, la conducta generosa y bienhechora, la voluntad de dominar la tierra no por la espada sino abriéndola en caminos, allanándola, domando la montaña bravía y echándole puentes a los ríos. [...] En la tarjeta de la «Carta de la Provincia de Quito y sus adyacentes, obra póstuma de Don Pedro Maldonado», aparece el Ángel de la Muerte; en la guadaña puede leerse la siguiente inscripción de Isaías: Dum adhuc ordirer succidit me. («Mi vida ha sido cortada como por tejedor, mientras la estaba aún urdiendo me cortó».) La muerte le dio el alto en la mitad de su carrera.
José Rumazo González - Prosistas de la colonia

## Honores recibidos

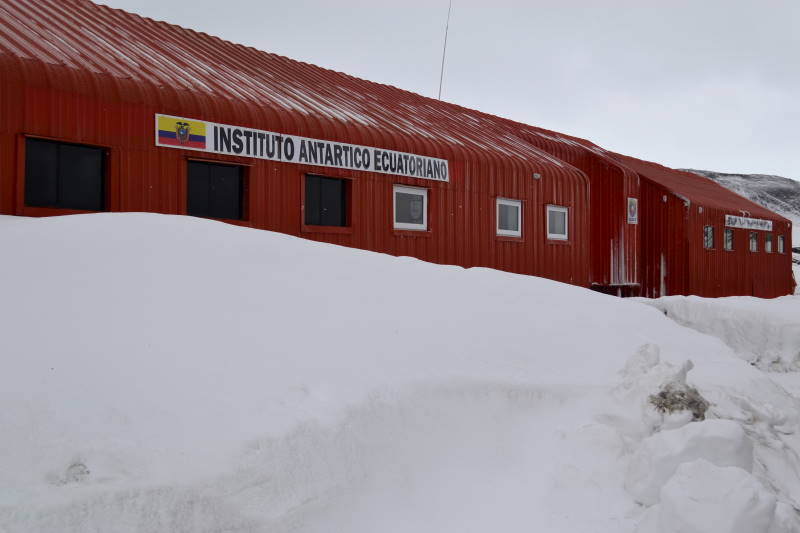
Estación en la Antártida

### Títulos
En España
- Caballero de la llave de oro.
- Gentil hombre de la Real cámara equivalente a guardia de honor de su Majestad Católica.
- Teniente de capitán general.

En Francia
- Primer miembro correspondiente de la Academia de Ciencias de París por América Latina.

### Epónimo
En Ecuador

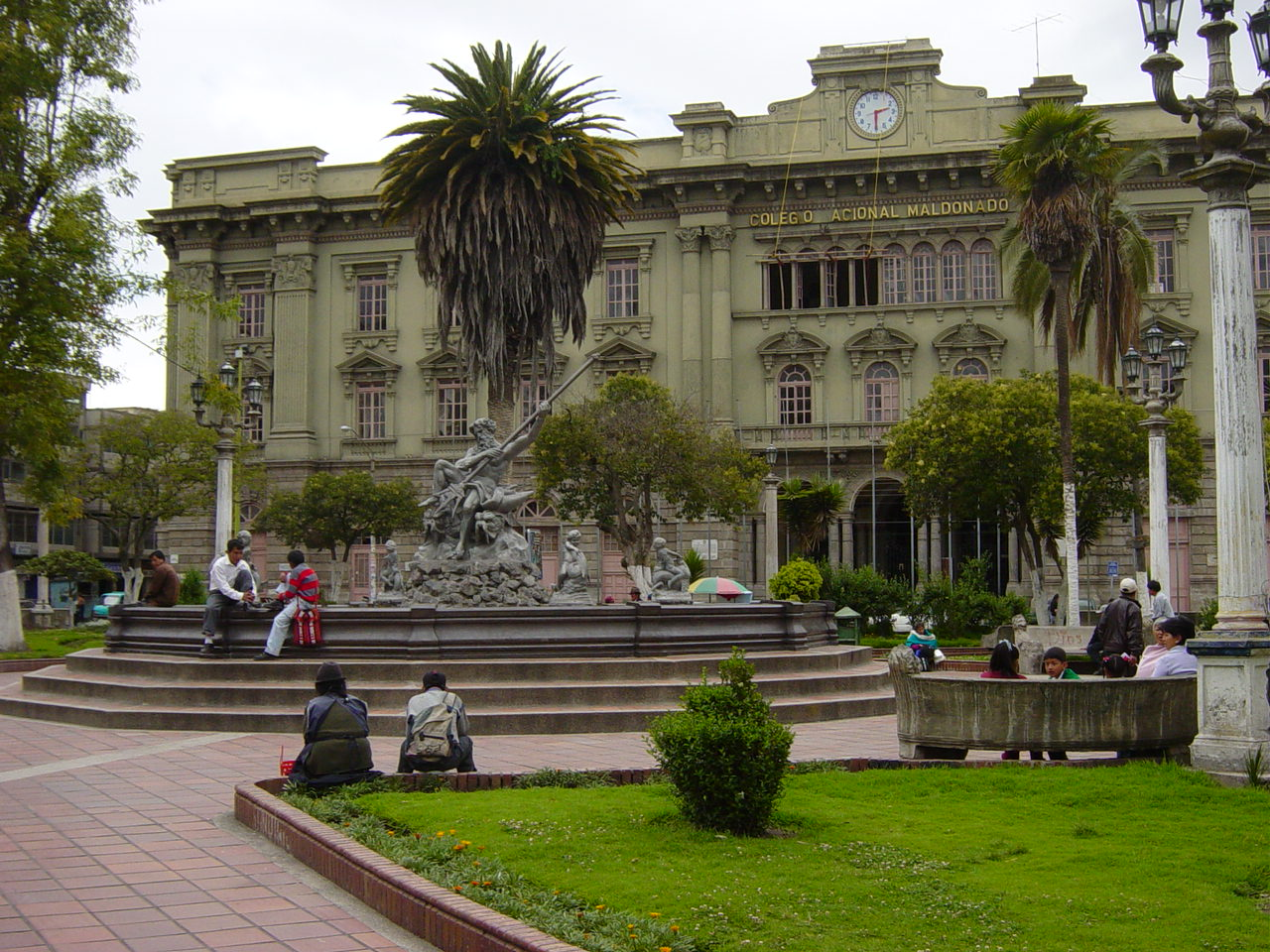
Colegio Maldonado en Riobamba.

- El Cantón Pedro Vicente Maldonado que está ubicado en el noroccidente de la provincia de Pichincha.
- En la parroquia de Mindo La escuela Pedro Vicente Maldonado
- Una condecoración que, desde el año 1964, otorga el municipio de Riobamba, a quienes prestaren servicios relevantes en beneficio de dicha ciudad y del Ecuador.
- Un premio, a la mejor obra publicada en el campo de las ciencias exactas, que otorga el Concejo Metropolitano de Quito.
- En el Cantón Riobamba, una unidad educativa.
- En Quito, una avenida.

En la Antártida
- La Base Pedro Vicente Maldonado, centro ecuatoriano de investigación científica.

En Inglaterra
- Una calle de Londres.

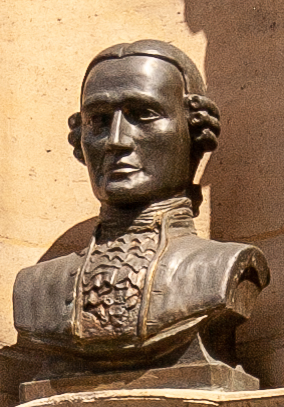
Busto de Maldonado en París, por el escultor Héctor Flores Franco.
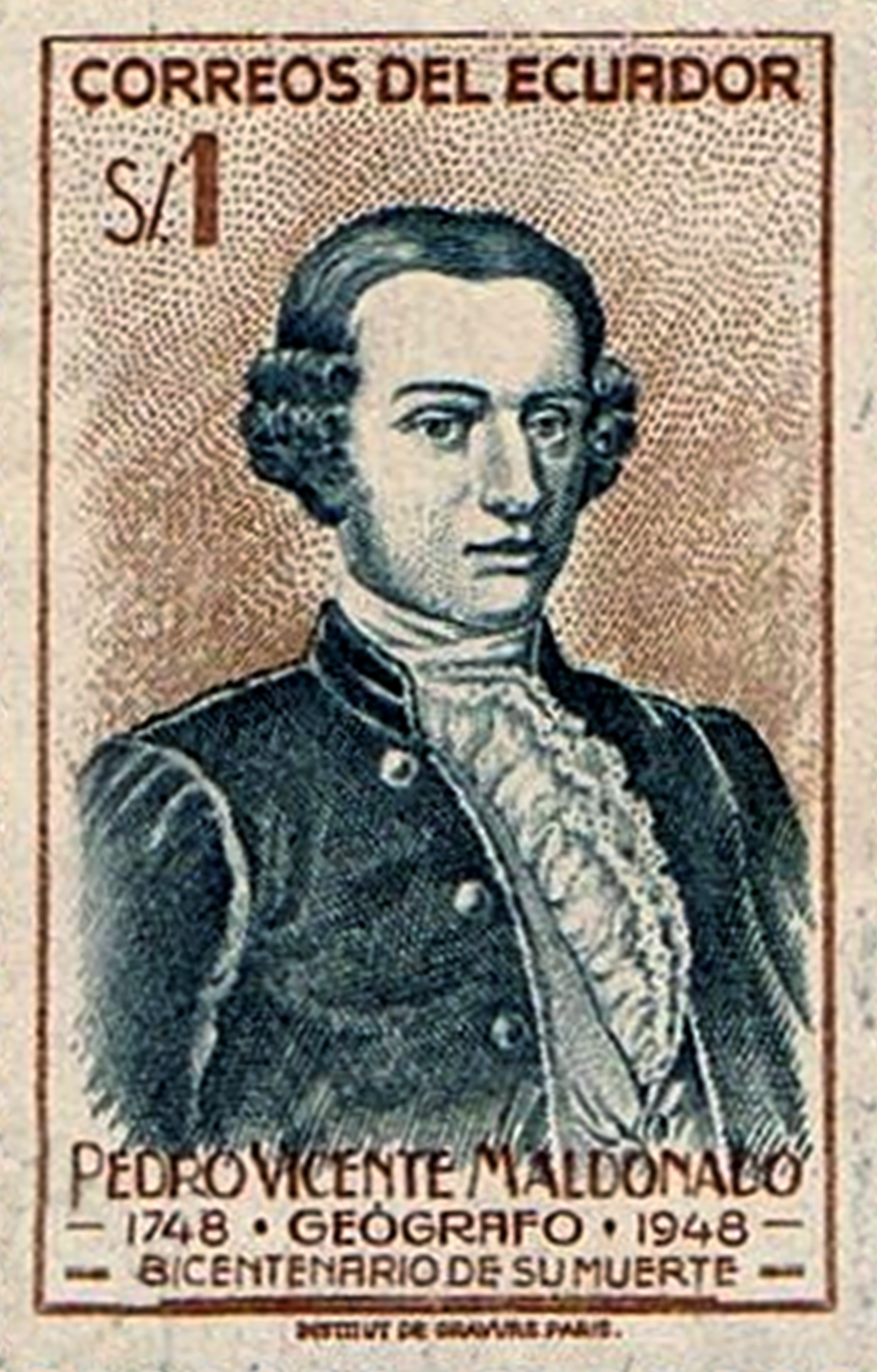
Estampilla en su honor con motivo del bicentenario
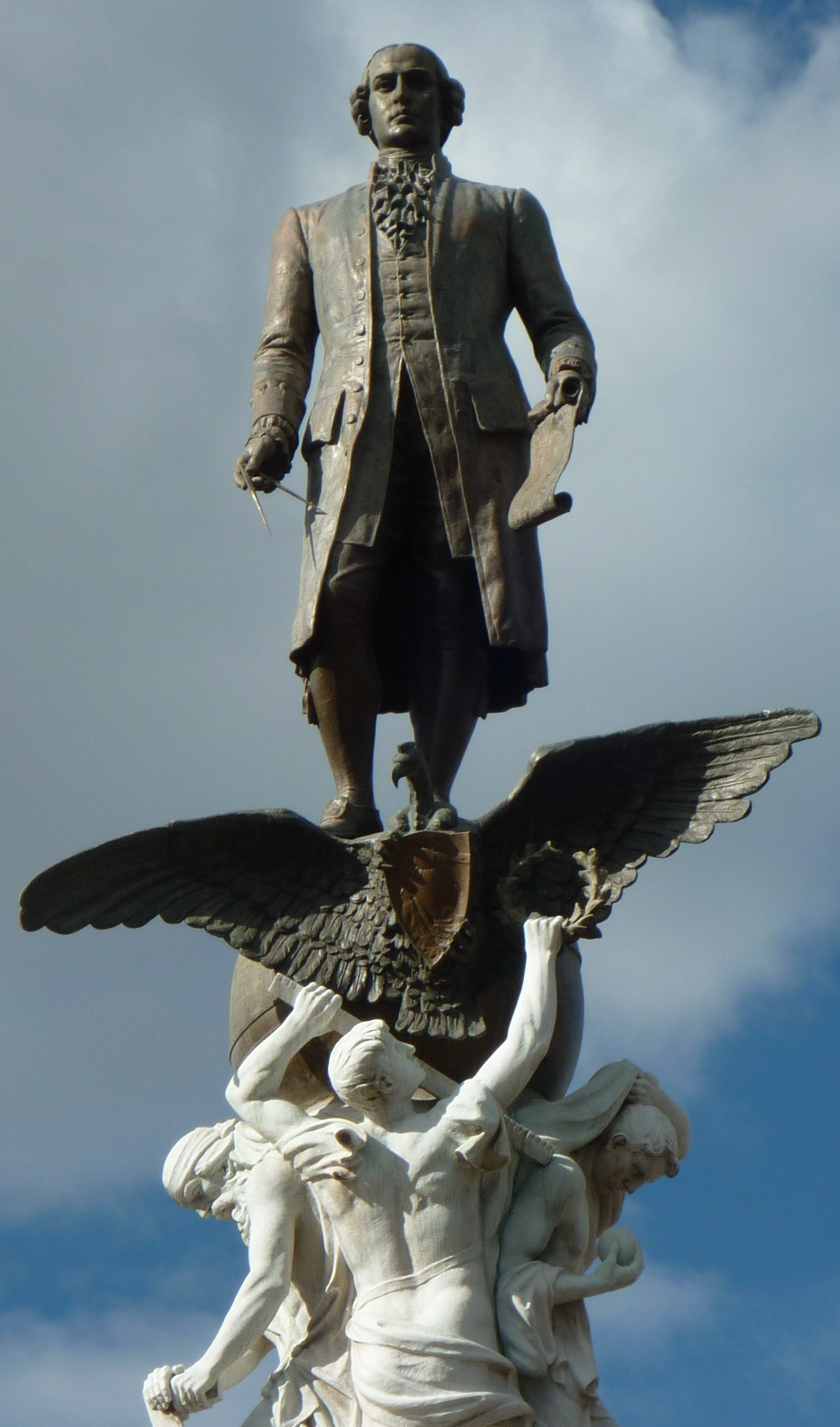
Monumento a Pedro Vicente Maldonado en Riobamba.

| Predecesor: ?                         | Teniente General del Corregimiento de Riobamba 1734 - 1736                         | Sucesor: ?           |
| Predecesor: José Enríquez Pata (1729) | Gobernador de las Esmeraldas Alcalde Mayor – Lugarteniente de Caraquez 1738 - 1746 | Sucesor: Desconocido |